# صالحة غابش
صالحة غابش، كاتبة وشاعرة إماراتية. وهي أمين السر العام لاتحاد كتاب وأدباء الإمارات     صُدر لها حتى الآن أربعة دواوين شعرية ورواية واحدة وكتب ومجموعات قصصية عديدة. نالت غابش على جائزة المرأة العربية المتميزة في الأدب من الشيخة جواهر بنت محمد القاسمي في عام 2008. شغلت مناصب عديدة من أهمها منصب مديرة عامة ومستشارة ثقافية للمكتب الثقافي والإعلامي في المجلس الأعلى للأسرة.

## السيرة الذاتية
صالحة غابش، كاتبة وشاعرة إماراتية حاصلة على شهادة البكالوريوس في الدراسات الإسلامية واللغة العربية من جامعة الإمارات عام 1987. وحاصلة على درجة الماجستير من كلية العلوم بجامعة القاهرة عام 1999. عملت غابش معلمة لمادة الرياضيات واللغة العربية لمراحل دراسية مختلفة، ثم ترأست إدارة الشؤون الثقافة في أندية السيدات بالشارقة، وبعدها أصبحت الأمين العام للمجلس الأعلى للأسرة في الشارقة عام 2011، والآن تعمل مديرة عامة ومستشارة ثقافية للمكتب الثقافي والإعلامي في المجلس الأعلى للأسرة، وهي عضو في اتحاد كتاب وأدباء الإمارات، وعضو رابطة أدبيات الإمارات أيضا. كما أنها تدير تحرير مجلة «مرامي» التي تصدر عن المجلس الأعلى للأسرة في الشارقة.
صدر لها العديد من الدواوين الشعرية وراويات وقصص قصيرة، وكتب للأطفال والناشئة. أصدرت غابش أول ديوان شعري لها «بانتظار الشمس» في عام 1992، وبعدها أصدرت 3 دوادين أخرى. ونشرت أول رواية لها «رائحة الزنجبيل» في عام 2008 الصادرة عن دائرة الثقافة والإعلام في الشارقة. كما لها العديد من المؤلفات في كتب الأطفال والناشئة. بالإضافة إلى هذا، فقد كتبت غابش العديد من المقالات في مجلات وصحف عربية منها «الخليج» و"الاتحاد"، و"زهرة الخليج"، و«كل الأسرة». وفي عام 2008، نالت غابش على جائزة المرأة العربية المتمزة في الأدب من الشيخة جواهر بنت محمد القاسمي، كما أنها استلمت «درع التميز» من بيت الشعر في الفجيرة التابع لجمعية الفجيرة الاجتماعية الثقافية.
تتحدث صالحة عن بداياتها فتقول: "أما عن بداياتي فقد ضمنت بعضاً منها مما رأيت أنه يصلح للنشر في ديواني الأول «بانتظار الشمس» الذي صدر عام 1992م عن اتحاد كتّاب وأدباء الإمارات، وسعدت بالقراءات النقدية التي حظيت بها المجموعة، تلك القراءات التي نفتقدها اليوم في الصحافة الثقافية، فهي لا تخلو من ذكر الملاحظات على التجربة والتي يمكن أن يستفيد منها الشاعر في نصوصه القادمة، كان الديوان يتضمن قصائد عمودية وقصائد التفعيلة، وكنت حينها لا أرى في القصيدة العربية هويتها إلا بالأوزان الخليلية والقوافي، بعد خمس سنوات صدر ديواني الثاني «المرايا ليست هي» وتضمّن نصوصاً «نثرية» أردتُ أن أتحدّى ذاتي بها وإن كنت ما زلت أرى أن رداء القصيدة العربية الخاص بها والذي يجعلها منفردة هو الوزن والقافية".
وعن الرواية والقصة تقول: "من تجربتي في كتابة الصنفين، لا أرى في الأمر تحوّلاً، هو النبع نفسه الذي يتفرّع إلى قنوات عذبة ويثريها من أساس عذوبته، أعتقد أن كل شاعر إذا أراد بإمكانه أن يتوسع في نصوصه، ويكتب أصنافاً أخرى كما أشرت سابقاً، وأرى في ذلك ثراءً للثقافة، خصوصاً إذا كانت التجربة ذاتها ثرية وجادة وليست مجرد تجديد لها أو إثبات القدرة على السير على ضفاف قناة أخرى، أو انتشار الاسم في أكثر من محفل أدبي متخصص".
وعن أعمالها الموجهة للأطفال تتحدث صالحة: "لقد بدأت بكتابة مسرحيات للطفل منذ أن كنت معلمة في إحدى المدارس الابتدائية، ثم أكملت الرحلة حين عملت في المجلس، ونظمنا ملتقى الشارقة للأطفال العرب الذي يفتتح بمسرحية تحمل عنوان شعار الدورة التي ينظم فيها، وما زلت أكتب المسرح حتى اليوم. وهذا مهّد الطريق لنشر كتب للأطفال واليافعين- قصصنا كانت أو غيرها- ومع مرور الوقت أنشأت دار نشر خاصة بي لنشر كتب الأطفال واليافعات اسمها «صديقات للنشر والتوزيع»، وكتبت واستكتبت كتّاباً للأطفال، وبلغ عدد مؤلفاتي للطفل أكثر من 30 كتاباً اليوم".

## المؤلفات
بعض من مؤلفاتها:

### دواوين شعرية
- بانتظار الشمس، اتحاد كتاب وأدباء الإمارات، 1992

- المرايا ليست هي، الشارقة: اتحاد كتاب وأدباء الإمارات، 1997

- الآن عرفت، الدار المصرية اللبنانية، 1999

- بمن يا بثين تلوذين، شعرن دائرة الثقافة والإعلام، 2003

- رب ظلال تغريني أن أصبح ممكنة، أكادمية الشعر – أبوظبي، 2018

### روايات ومجموعات قصصية
- رائحة الزنجبيل، دائرة الثقافة والإعلام، 2008

- بطاقة دعوة: قصاصات من حب ضائع، صديقات للنشر والتوزيع، 2016

- جواهر بنت محمد القاسمي.. رحلة الأمل والإنسانية، المجلس الأعلى لشؤون الأسرة – الشارقة، 2016

### كتب أطفال وناشئة
- اكسرها.. فقط، صديقات للنشر والتوزيع، 2015

- هكذا، صديقات للنشر والتوزيع، 2015

- مسرة تمحو النقطتين، صديقات للنشر والتوزيع، 2015

- جحا والمسمار، صديقات للنشر والتوزيع، 2016

- الصديقتان، صديقات للنشر والتوزيع، 2016

- حمدة وفريق الكولاج، صديقات للنشر والتوزيع، 2016

- وردي وأرزق، صديقات للنشر والتوزيع، 2016

- أنا راشد الإماراتي، صديقات للنشر والتوزيع، 2016

- شكرا بابا، صديقات للنشر والتوزيع، 2016

- النقطة الضائعة، صديقات للنشر والتوزيع، 2016

- بابا سلطان، كلمات للنشر والتوزيع، 2016

- حكايات وردية، صديقات للنشر والتوزيع – الشارقة، 2017

- رحيق الورد، دار البيت الملكي للنشر، 2017

- سيلفي.. مع زحل، صديقات للنشر والتوزيع – الشارقة، 2018

- سلة ليلى، صديقات للنشر والتوزيع – الشارقة، 2018

- الهمزة تبحث عن بيت، صديقات للنشر والتوزيع - الشارقة، 2019

- عائلة بو ناصر: حكايات يومية لأسرة عربية، الجلس الأعلى لشؤون الأسرة – الشارقة، 2019

### كتب
- امرأة تشكل الحلم (عن شيخة الناخي)، مؤسسة سلطان بن علي العويس الثقافية، دبي، 2024

## نظرة على مؤلفاتها

### ورق الذكريات
صدرت هذه الرواية عن هيئة الشارقة للثقافة، وتقع في 128 صفحة، وتطرح أسئلة حول الوجود والإنسان والذات والخوف من خلال اللعب مع المفاهيم الدينية والثقافية.
بطلة الرواية (آمنة) هي امرأة متزوجة من رجل الأعمال (سعيد) الذي تنفصل عنه ثم تلتقيه لاحقًا في ليلة زواج ابنتهما، تعيش آمنة على ذكرياتها مع زوجها السابق وتربطها مع ذكريات والدها، قاصدةً بذلك التأكيد على أن الحب لا يموت مهما كانت الخلافات، حيث بمجرد النظرة التي تأتي بلا ترتيب، تشتعل جذوته من جديد. تحاول آمنة جاهدة أن تعرف حقيقة ما يدور بداخلها، وتفكر: هل يكون النور الذي تشعر به نفسها بداية عودتها لحياتها؟.
وفي الصفحة الأولى من الرواية، تتسائل قائلة: "ما الذي يخيفنا من الذكريات؟ وما الوجع الذي تحمله ونريد أن ننفضه من الذاكرة؟"، وترد بأسئلة أخرى: "إحباطاتنا؟ أوجاعنا؟ آلامنا التي تشعرنا أننا أقزام؟ عزلتنا في حضور من يشعرون أنهم الأهم في الحياة، وأنت مثل الكلمة الوحيدة ذيلت في هامش بحث مهم؟"، وكلها أسئلة تبحث من خلالها صالحة عن الوجود وماهيته، لذلك قدمت روايتها بإهداء فلسفي هو "إلى كل سردية تمنحنا الفرصة من الانتقال من سطر لآخر والبوح بما تخفيه السرائر".
استخدمت الرواية تقنية "الفلاش باك" الداخلي والخارجي، وهي -وفق الكاتب المصري محمد الهجرس- "طريقة عرضت من خلالها كل الأحداث التي أرادت الكشف عنها من خلال تضفير حاضرها المرئي بماضيها البعيد، منطلقة منه إلى نقطة ضوء جديدة تقودها إلى المستقبل، وترتيب حياتها بشكل آخر يعتمد على بيئتها الثقافية والدينية وحبها لوالدها الذي ارتبطت به لدرجة الجنون، ووصاياه التي تحفظها عن ظهر قلب، وزياراتها اليومية له في المستشفى الذي يعالج فيه".
انتهت الرواية بعودة آمنة إلى بيتها وتجاهل وجود سعيد الذي كان ينتظرها ويطلب أن يعود إليها، لكنها نهضت بقوة وأغلقت باب الغرفة، بينما هو ينادي عليها: "آمنة، آمنة دعينا نتحدث".

## الجوائز
- نالت غابش على جائزة المرأة العربية المتمزة في الأدب من الشيخة جواهر بنت محمد القاسمي عام 2008

- استلمت «درع التميز» من بيت الشعر في الفجيرة التابع لجمعية الفجيرة الاجتماعية الثقافية، 2019